# Stapleford Tawney
Stapleford Tawney is een civil parish in het bestuurlijke gebied Epping Forest, in het Engelse graafschap Essex. In 2001 telde het dorp 103 inwoners.